# Municipio de Eagle (Indiana)
El municipio de Eagle (en inglés: Eagle Township) es un municipio ubicado en el condado de Boone en el estado estadounidense de Indiana. En el año 2010 tenía una población de 21977 habitantes y una densidad poblacional de 317,41 personas por km².

## Geografía
Según la Oficina del Censo de los Estados Unidos, el municipio tiene una superficie total de 69.24 km², de la cual 69.01 km² corresponden a tierra firme y (0.33%) 0.23 km² es agua.

## Demografía
Según el censo de 2010, había 21977 personas residiendo en el municipio de Eagle. La densidad de población era de 317,41 hab./km². De los 21977 habitantes, el municipio de Eagle estaba compuesto por el 92.88% blancos, el 1.54% eran afroamericanos, el 0.18% eran amerindios, el 3.3% eran asiáticos, el 0.01% eran isleños del Pacífico, el 0.59% eran de otras razas y el 1.49% pertenecían a dos o más razas. Del total de la población el 2.39% eran hispanos o latinos de cualquier raza.